# Carlo Malinconico (pittore)
Carlo Malinconico (Napoli, 23 aprile 1705 – ...) è stato un pittore italiano tardo-barocco, di origini napoletane.

## Biografia
Carlo è stato uno dei numerosi figli del pittore Nicola Malinconico, l'unico a seguire la professione del padre ma non raggiunse mai la notorietà, anche se fu importante la sua collaborazione nella realizzazione delle nove tele per la cattedrale di Gallipoli, o come indicato nel Memorie istoriche della città di Gallipoli del Bartolomeo Ravenna, suo è l'affresco sulla cupola raffigurante il Martirio di Sant'Agata. 
 Realizza gli affreschi nel 1734 per la Chiesa di San Donato a Orta di Atella raffiguranti i Fatti della Vita della Vergine. Nella Chiesa di Santa Maria ad Ogni Bene dei Sette Dolori si conservano due  tele – da lui firmate – ritraenti  I Miracoli di San Pellegrino Laziosi. Nella Chiesa di Santa Maria delle Grazie a Porchiano nel quartiere periferico di Ponticelli vi è un dipinto che reca la sua firma.